# 부 (행정 구역)
부(府)는 행정 구역 중의 하나이다.

## 한국

### 발해
발해 선왕은 행정 구역을 5경 15부 62주로 개편하였다. 발해의 부는 경(京)의 하부 행정 구역으로, 몇개의 주를 관할하였다.

### 고려
고려사 지리지에는 왕경 개성부, 천안부(천안), 경산부(성주), 안동부(안동), 남원부(남원), 장흥부(장흥)등이 기록되어 있다. 이 시기에 부의 수령은 지부사(知府事)인데, 주의 수령인 지주사(知州事)나 군의 수령인 지군사(知郡事)와 이름만 다르지만 같은 품계로, 목(牧)보다 낮고 현(縣)보다 높은 품계였다.
그러나 원나라의 간섭을 받게 되면서 3경(京)제가 폐지되고 1308년(충렬왕 34년)에 동경(경주)는 계림부로, 남경(서울)은 한양부가 되고, 후에 서경도 평양부가 되었다. 1310년(충선왕 2년)에는 목(牧)의 대부분이 부로 강등되고, 이전의 부는 주나 군이 되었다. 일부는 공민왕 이후에 다시 목으로 승격하기도 했으나 대부분은 조선시대로 이어졌다.

### 조선

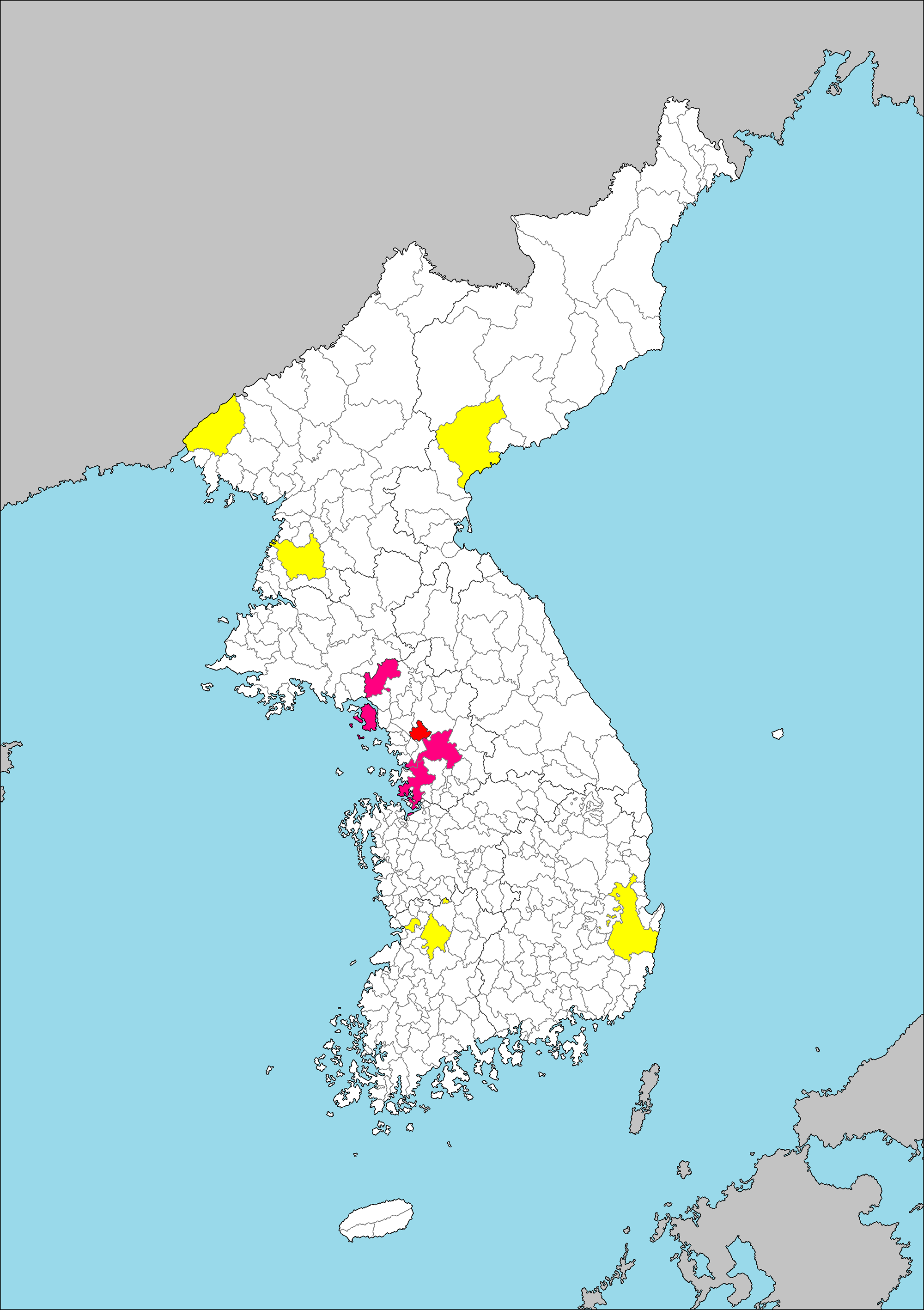

조선시대에 부는 도시적인 큰 고을을 중심으로 주변의 농촌 지역까지 포함하고 있었다. 고을의 크기에 따라 부, 대도호부, 목, 도호부, 군, 현으로 세분되어 있었다. 부는 그 관할 하에 면을 두고 있었다. 이러한 부는 23부제 시기를 제외한 1914년까지 지속되었다. 이러한 부제는 1995년부터 실시하는 대한민국의 도·농복합도시의 시제와 유사점이 많다.
고려시대에 원나라의 간섭으로 인해 생겨난 수많은 부는 수령의 명칭이 유수, 부윤, 부사로 나뉘어 있는데도 같은 부(府)라서 혼동된다하여 1413년(태종 13년)에 행정 구역을 개편하여 한성부(수도) 개성부(옛 수도), 경주부(이전의 동경), 평양부(이전의 서경), 전주부(조선 왕실 전주 이씨의 본관), 영흥부(태조 이성계의 출생지)를 제외한 나머지 부는 모두 도호부가 되었다. 1416년에 영흥에서 반란(조사의의 난)이 일어나면서 영흥 대신 함흥이 부가 되었다. 한성에는 판윤, 개성에는 유수, 경주·평양·전주·함흥에는 부윤을 두었다. 고려와는 달리 목(牧)보다 부의 지위가 더 높아졌다.
1577년(명종 10년)에 경기도 광주목을 부로 승격하여 부윤을 두었다. 1627년(인조 5년)에 강화도호부를 강화부로 하여 유수를 두었고, 1683년(숙종 9년)에는 경기도 광주부에 유수를 두었다. 1793년(정조 17년)에는 수원도호부를 화성부로 고치고 유수를 두었다.
조선 고종은 갑오개혁을 통하여 1895년부터 1896년까지 8도제를 폐지하고 23부제를 시행하였다. 종전의 부는 모두 군이되었고, 새로 설치된 23개의 부는 최상위 행정 단위였다.
23부제 시행 후 1년여만인 1896년에 8도제를 바탕으로 한 13도제가 시행된다. 수도인 한성부와 이전에 유수를 두었던 광주부·개성부·강화부를 다시 두고, 개항장인 인천부(제물포항)·동래부(부산항)·덕원부(원산항)·경흥부(조선-러시아 육로)를 부로 하였다. 후에 개항장이 늘어나면서 1897년에 삼화(진남포)·무안부(목포), 1899년에 옥구(군산항)·창원(마산항)·성진(성진항)에 부를 두었다. 1900년에 평양군이 다시 부가 되었다. 개항장들은 1903년에 군이 되었다가 1906년에 다시 부가 되었다. 이때 광주·개성·강화는 군이 되었다.

### 일제 강점기
일제강점기의 부제는 조선시대의 부와 명칭은 같지만 성격이 그 전과 판이하다.
1914년의 부제 실시에는 기존의 12부의 관할 하에 있던 농촌 면을 분리하여 별도의 군으로 독립시키고 나머지 시가지 지역만으로 새로운 부를 설립하였다(12부 : 경성부, 인천부, 목포부, 군산부, 대구부, 부산부, 마산부, 평양부, 진남포부, 신의주부, 원산부, 청진부). 이 때부터 부는 순전히 도시 지역 만을 관할하는 행정 구역으로서 오늘날처럼 농촌 지역과 분리된 형태의 시 행정구역이 최초로 만들어지게 되었다. 이러한 부제의 실시는 1888년 일본에서 실시된 시제에 대응하고 주로 도시 지역에 거주하는 일본인들의 권리를 보호하기 위한 것이었다. 읍이 승격하였던 시제의 근간은 이러한 부제에 있다.

### 광복 이후
1945년 광복 당시 전국에는 22개 부가 있었다(경성부, 인천부, 개성부, 대전부, 전주부, 군산부, 광주부, 목포부, 대구부, 부산부, 마산부, 진주부, 해주부, 평양부, 진남포부, 신의주부, 함흥부, 원산부, 청진부, 나진부, 성진부, 흥남부). 1946년~1947년 사이 춘천부, 청주부, 이리부가 설치되고, 1949년 8월 14일 수원부, 여수부, 순천부, 포항부, 김천부가 설치되었다.
1949년 8월 15일 부를 시(市)로 일괄 개칭할 당시 남한에는 19개의 부가 있었다(인천부, 개성부, 수원부, 춘천부, 청주부, 대전부, 전주부, 군산부, 이리부, 광주부, 목포부, 여수부, 순천부, 대구부, 포항부, 김천부, 부산부, 마산부, 진주부). 다만 경성부는 시로 일괄 개칭한 사항에 들지 않고, 1946년에 이미 서울특별자유시로 개칭하였다. 조선민주주의인민공화국도 부를 시로 개칭했으며, 대한민국에서는 이북5도에 있던 일제강점기의 부도 시로 칭하고 있다.

## 일본
- 오사카부
- 교토부

다만, 영어로의 번역은 Prefecture로, 현과 동일하다.

## 같이 보기
- 대도호부
- 목 (행정 구역)
- 도호부
- 군 (행정 구역)
- 현 (행정 구역)
- 조선의 행정 구역